# 盧漢河 (阿根廷)

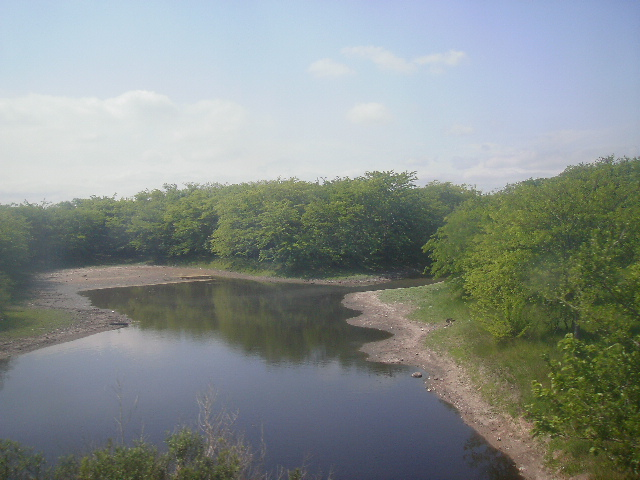

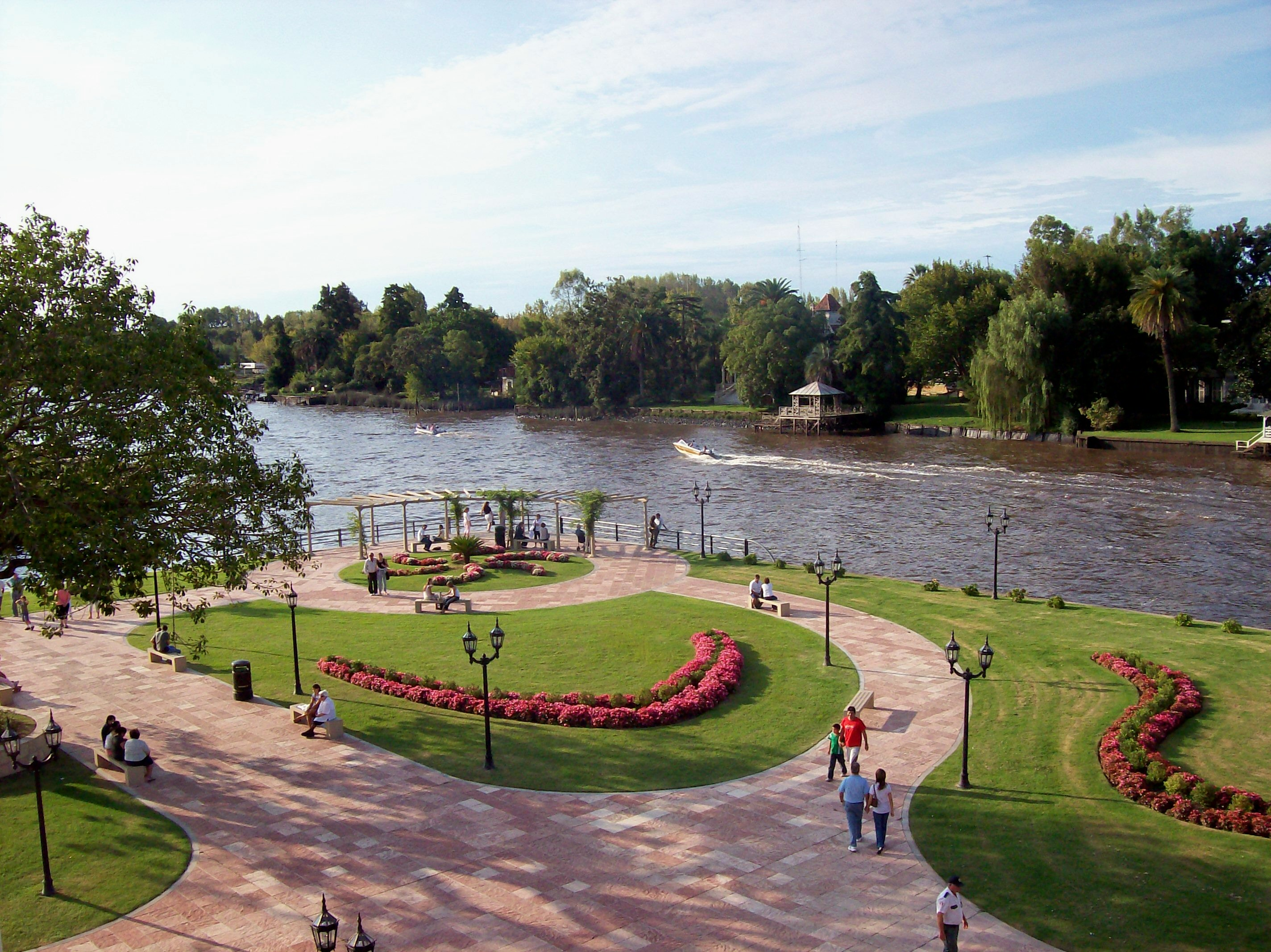

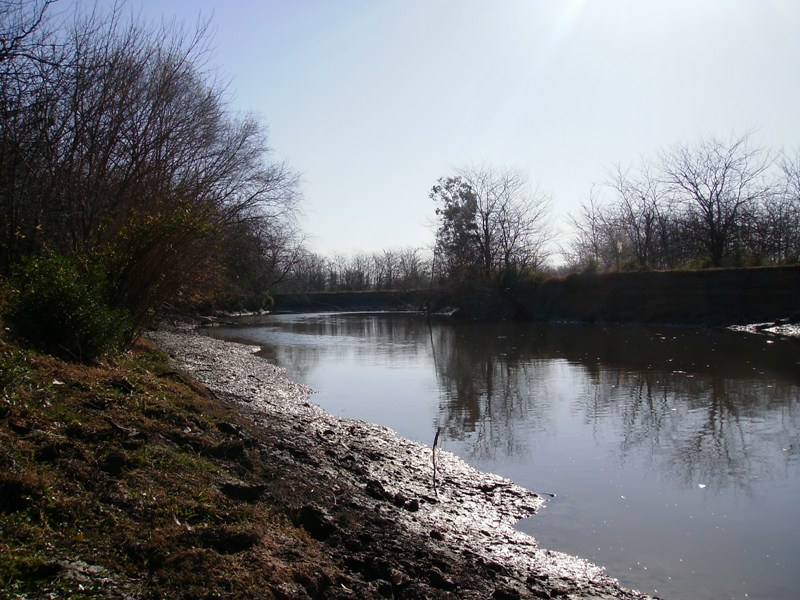

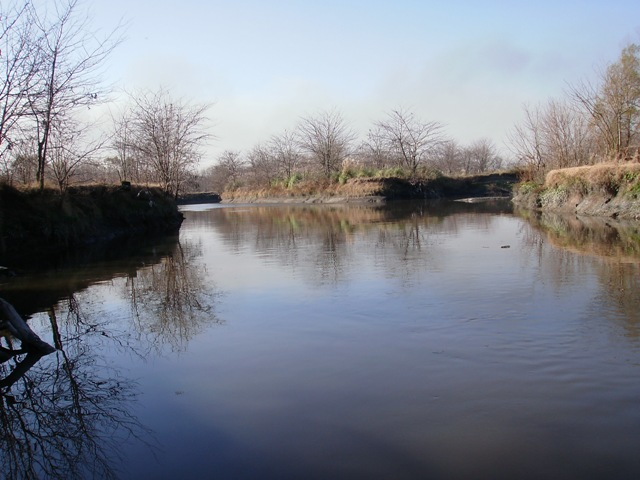

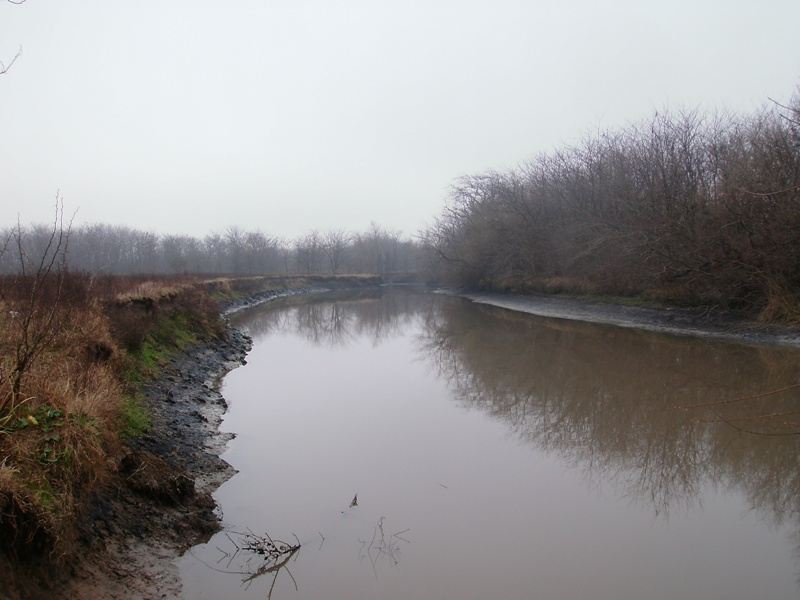

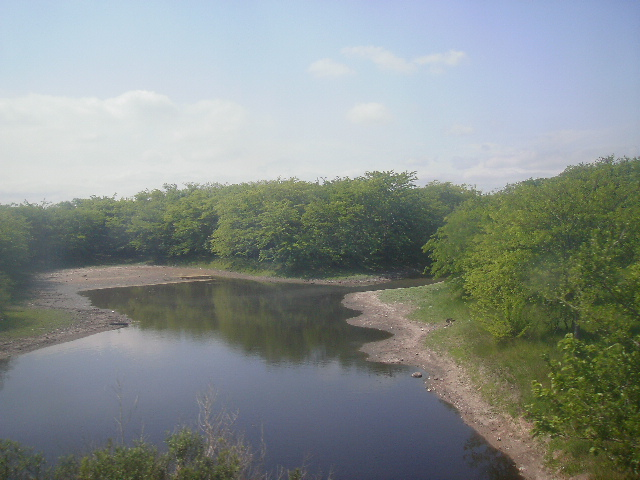

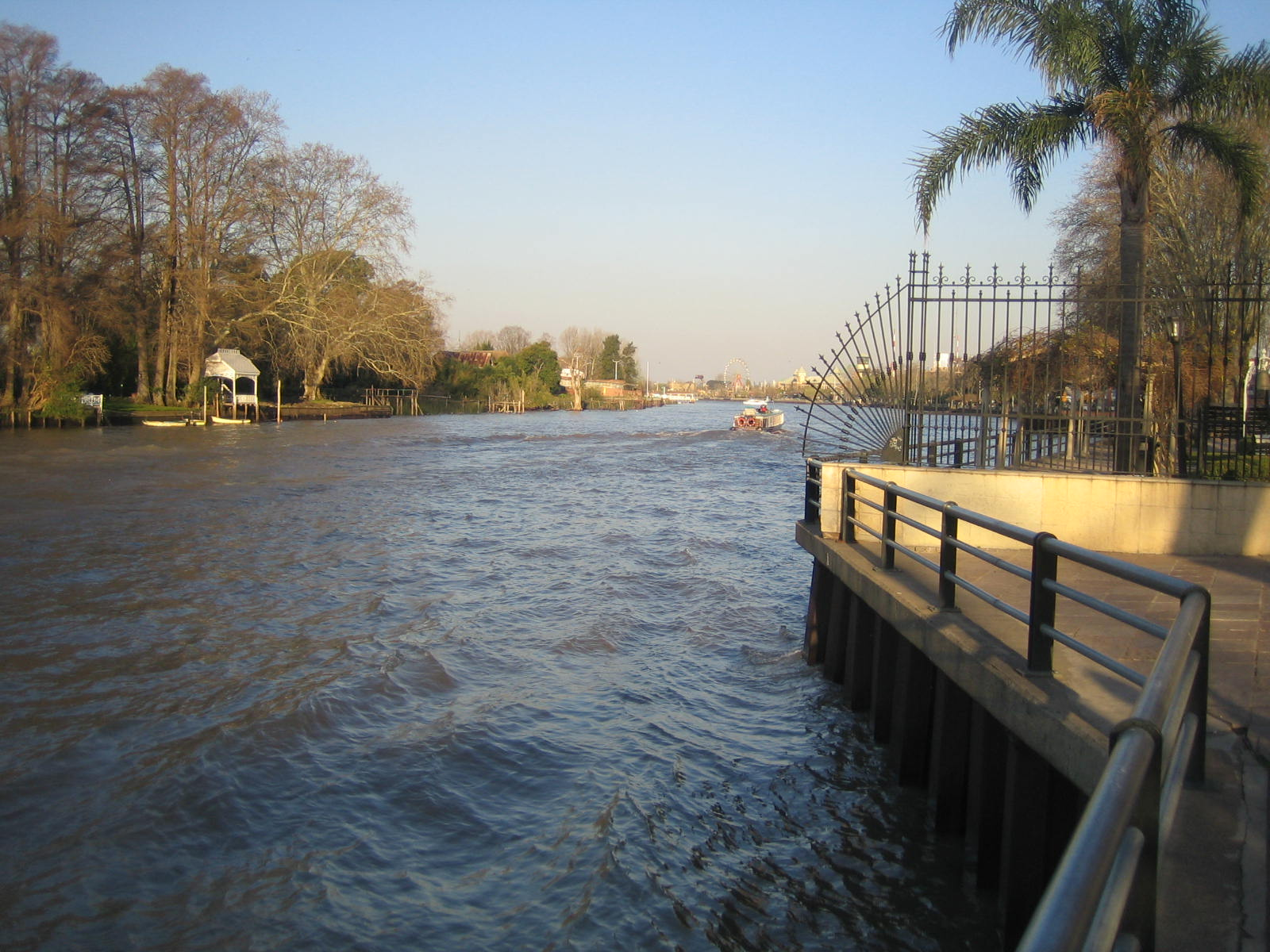

盧漢河（西班牙語：Río Luján）是阿根廷的河流，位於該國中東部，流經布宜諾斯艾利斯省，河道全長128公里，流域面積3,300平方公里，最終注入拉普拉塔河。